# Vincent Ansquer
Vincent Félix Jean-Marie Ansquer (* 11. Januar 1925 in Treize-Septiers, Département Vendée; † 1. Juni 1987 in Levallois-Perret, Département Hauts-de-Seine) war ein französischer Politiker der Union pour la Nouvelle République-Union Démocratique du Travail (UNR-UDT) sowie zuletzt der Rassemblement pour la République (RPR), der unter anderem Mitglied der Nationalversammlung sowie Mitglied des Europäischen Parlaments war. Er war darüber hinaus 1974 Präsident des Regionalrates der Region Pays de la Loire, zwischen 1974 und 1976 Minister für Handel und Handwerk sowie von 1976 bis 1977 Minister für Lebensqualität.

## Leben

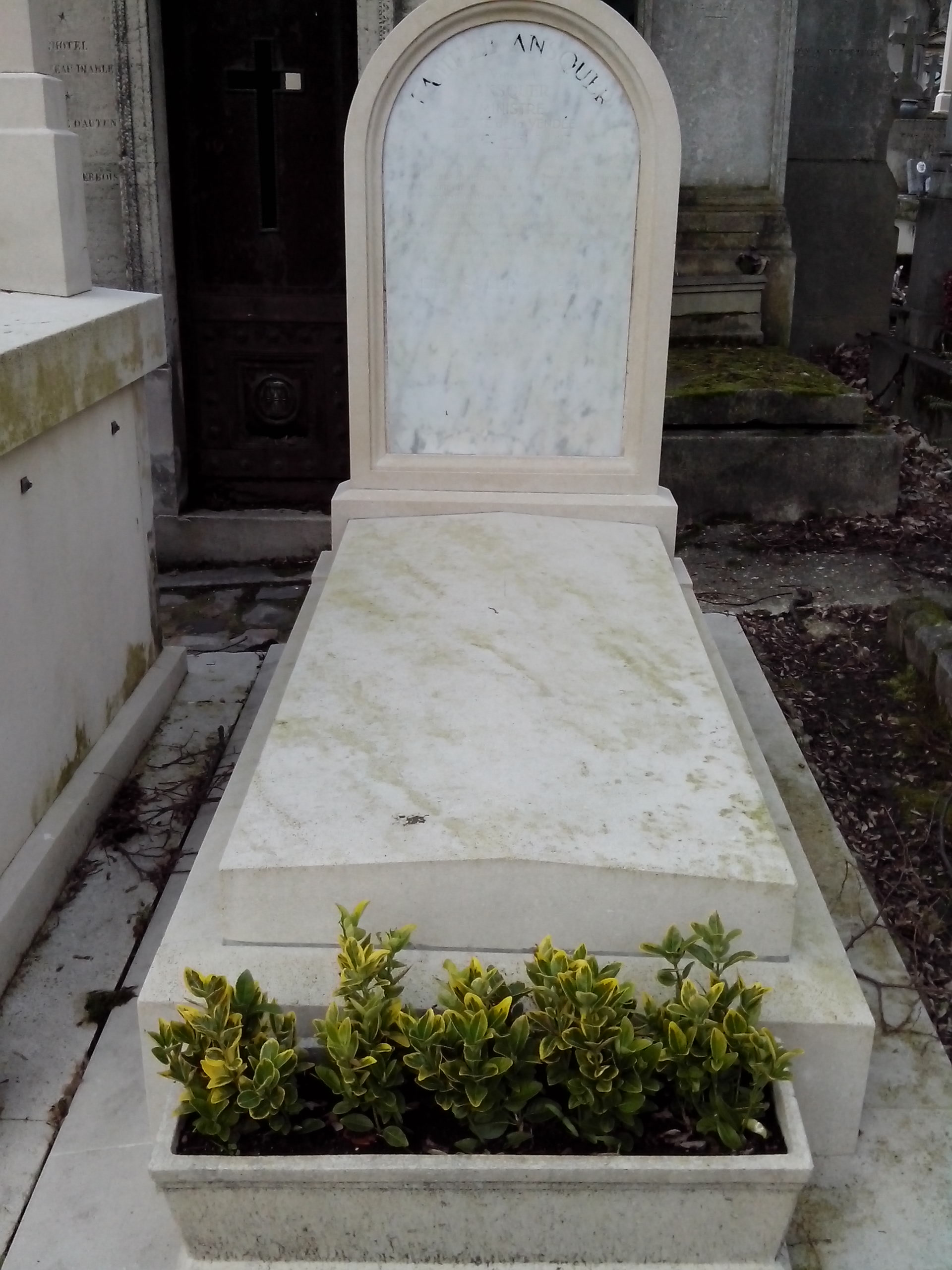
Grabmal von Vincent Ansquer auf dem Pariser Friedhof Père-Lachaise

Vincent Ansquer trat 1946 in die Verwaltung der Kolonien und Überseegebiete ein und war zwischen 1946 und 1952 Handelsattaché in Französisch-Guinea. Im Anschluss war er Direktor sowie zuletzt Geschäftsführender Direktor von Etablissements Chaudière, einer in La Bruffière ansässigen Schuhfabrik. Am 6. Dezember 1962 wurde er für das Département Vendée erstmals Mitglied der Nationalversammlung und vertrat dort bis zum 28. Juni 1974 die Union pour la Nouvelle République-Union Démocratique du Travail (UNR-UDT) beziehungsweise die nachfolgenden Parteien Union des Démocrates pour la Ve République (UDR) und Union pour la défense de la République (UDR). Im März 1965 wurde er zudem Bürgermeister von La Bruffière und behielt dieses Amt bis März 1977. Ferner wurde er 1969 Mitglied des Generalrates des Département Vendée, in dem er bis zu seinem Tode 1987 den Kanton Montaigu vertrat. Im Januar 1974 wurde er des Weiteren erster Präsident des Regionalrates der Region Pays de la Loire, aber bereits im Oktober 1974 von Olivier Guichard abgelöst.
Am 27. Mai 1974 übernahm Ansquer im Kabinett Chirac I das Amt als Minister für Handel und Handwerk (Ministre du commerce et de l’artisanat) und bekleidete dieses bis zum 25. August 1976. Im darauf folgenden Kabinett Barre I fungierte er zwischen dem 28. August 1976 und dem 30. März 1977 als Minister für Lebensqualität (Ministre de la qualité de la vie).
Am 3. April 1978 wurde Vincent Ansquer für das Département Vendée abermals Mitglied der Nationalversammlung und vertrat in dieser bis zu seinem Tode das Rassemblement pour la République (RPR). Zugleich wurde er als Vertreter der Nationalversammlung auch Mitglieder des Europäischen Parlamentes. Bei der Europawahl am 10. Juni 1979 wurde er schließlich zum Mitglied des 1. Europäischen Parlamentes gewählt und gehörte diesem bis 1984 an.

## Hintergrundliteratur
- Qualité de la vie, vie de qualité, Centre interdisciplinaire de Lille, Lille 1977, ISBN 2-7089-7400-9
- Jean Pierre Haber: L’Assemblée européenne. Un mode d’emploi pour les premières élections européennes, Éditions France-Empire, Paris 1979
- Récession et relance. Colloque d’étude des politiques économiques, Economica, Paris 1984, ISBN 2-7178-0690-3